# Jagodina
Jagodina (in serbo Јагодина?, Jagodina) è una città e una municipalità, nonché centro amministrativo, del distretto di Pomoravlje al centro della Serbia Centrale. È situata lungo le rive del Belica; il suo nome deriva dalla parola serba per indicare la fragola.

## Sport
Il FK Jagodina, è il massimo club calcistico cittadino, che milita nella massima divisione serba.